# Most kolejowy w Racławicach Śląskich
Most kolejowy w Racławicach Śląskich – most kolejowy nad doliną rzeki Osobłogi w Racławicach Śląskich, w Polsce. Został otwarty w 1904 roku w miejscu dawnego mostu, zniszczonego przez powódź w 1903 roku. Przez most przebiega nieczynna linia kolejowa nr 294.

## Historia

### Stary most
15 sierpnia 1876 roku oddano do użytku odcinek linii kolejowej z Racławic Śląskich do Głubczyc. Najwięcej trudności przy budowie linii dostarczył fragment w okolicach Racławic Śląskich, gdzie musiano wykonać wysoki nasyp kolejowy i kilka wiaduktów. Największy obiekt mostowy powstał nad korytem rzeki Osobłogi, która wówczas płynęła kawałek na północ od obecnego koryta, śladem obecnej Młynówki (odnogi Osobłogi). Most ten wybudowano w latach 1874–1875, jednak z jego otwarciem musiano zaczekać do czasu oddania do użytku całej linii kolejowej. Był to kamienny most, znacznie różniący się swoją konstrukcją od obecnego. Jego długość wynosiła około 60 m, posiadał trzy filary i był wybudowany tak, by w przyszłości możliwe było ułożenie na nim drugiego toru. Został on jednak kompletnie zniszczony podczas powodzi, 10 lipca 1903 roku.

### Nowy most
Po katastrofalnej powodzi przystąpiono do naprawiania szkód. Odbudowy wymagał zniszczony nasyp kolejowy i most nad Osobłogą. Nowy most oddano do użytku przed końcem 1904 roku (ruch kolejowy pomiędzy Racławicami Śląskimi i Głubczycami był do tego czasu wstrzymany). Różnił się on całkowicie od swojego poprzednika. Był on znacznie dłuższy (129 m), w związku z czym jego budowa wymagała usunięcia fragmentów nasypu kolejowego po obu stronach. Głównym elementem nowego mostu było stalowe przęsło o długości 119 m, wsparte na dwóch filarach. Filary pierwotnie planowano wykonać tak, by możliwe było położenie na nich w przyszłości drugiego przęsła po którym przebiegałby drugi tor. Ostatecznie jednak kształt filarów uniemożliwia budowę drugiego toru bez ich uprzedniej rozbudowy. Na jednym z filarów umieszczono mosiężną tablicę informacyjną z wizerunkami starego i nowego mostu, którą skradziono po II wojnie światowej. W czasie budowy nowego mostu zmieniono także nieco bieg Osobłogi, na której tuż przed mostem wybudowano kaskadę wodną, mającą osłabiać nurt rzeki.
W nocy z 2 na 3 maja 1921 roku, w ramach akcji „Mosty”, która dała początek III powstaniu śląskiemu, pięcioosobowy oddział grupy dywersyjnej Wawelberga pod dowództwem pchor. Józefa Sibera, dysponujący 100 kg melinitu, podłożył pod most ładunki wybuchowe. Mostu mieli strzec włoscy żołnierze, jednak o godz. 2:30, kiedy dotarli do niego Polacy, był on pusty. O godz. 2:55 nastąpił wybuch, który uszkodził most, jednak go nie zawalił. Nie jest znany dokładny bilans zniszczeń, ale most w krótkim czasie udało się naprawić i przywrócić do funkcjonowania. Wysadzenie go miało zapobiec przerzucaniu na tereny objęte III powstaniem śląskim niemieckiego wojska i bojówek, które skoncentrowane były w Prudniku. Część oddziału powstańców została złapana w Głubczycach, jednak z braku dowodów zostali oni wypuszczeni.
Po II wojnie światowej most znalazł się na terytorium Polski i przeszedł pod zarząd PKP. Ruch pasażerski prowadzony był na linii kolejowej między Racławicami Śląskimi i Głubczycami do 3 kwietnia 2000 roku, ruch towarowy zawieszono w czerwcu 2006 roku. Odtąd most był użytkowany już tylko okazjonalnie, choć znajduje się w dobrym stanie technicznym. W planach jest rewitalizacja linii kolejowej z Racławic Śląskich do Głubczyc i dalej do Raciborza i wznowienie ruchu osobowego oraz towarowego.

## Charakterystyka
Most ma długość całkowitą 129 m, szerokość 5 m i przebiega nad doliną rzeki Osobłogi. Głównym jego elementem jest stalowe, kratownicowe przęsło o długości 119 m. Wsparte jest ono na dwóch filarach, które oddalone są od siebie o 85 m. Kratownicowe przęsło w środkowej, najszerszej części ma wymiar 9 m. Tory kolejowe położone są na wysokości 17,4 m od lustra wody przepływającej pod mostem Osobłogi. Tor ułożony jest na mostownicach.
Most jest unikalny w skali kraju, głównie ze względu na zastosowanie konstrucji jednoprzęsłowej o znacznej długości przęsła. Bardzo podobną konstrukcję do mostu w Racławicach Śląskich, różniącą się jedynie filarami, posiada wybudowany w latach 1905–1906 most kolejowy nad Jeziorem Pilchowickim.